# Craighouse
Craighouse (gaelicki: Taigh na Creige) – stolica i największa miejscowość na wyspie Jura, w Szkocji, w hrabstwie Argyll and Bute, w civil parish Jura. Leży 10 km od Port Askaig. W 1971 miejscowość liczyła 113 mieszkańców. Posiada połączenie promowe z Tayvallich.